# Tubbergen
Tubbergen  (basso sassone: Tubbege, Tubbig, Tubbargn) è un comune neerlandese nella regione di Twente nel sudest della provincia di Overijssel. Dinkelland confina nel nord col circondario della Contea di Bentheim nella Germania, nell'est col comune di Dinkelland, nel sud col comune di Borne e nell'ovest col comune di Almelo e comune di Twenterand.
Il comune conta 21 152 abitanti (1º gennaio 2010, fonte: CBS).